# Muckle Skerry

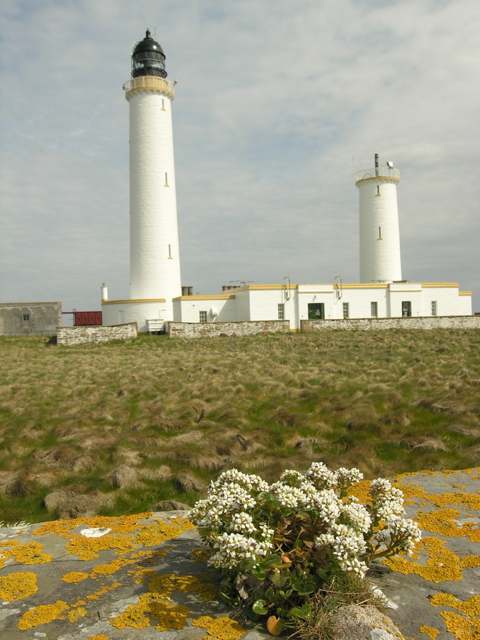
Vista del far de l'illa

Muckle Skerry és l'illa més gran de quantes formen l'arxipèlag de les Pentland Skerries, en la costa nord d'Escòcia. L'illa alberga un far, el Pentland Skerries Lighthouse.
Muckle Skerry és la més occidental de les skerries o illots. Amb 1 km de llarg i una altura màxima de 20 msnm té la grandària suficient com per ser considerada com una illa. No obstant això, el notori mal temps que assota les Skerries ha donat a Muckle històricament la reputació d'illa inhabitable.
El Pentland Skerries Lighthouse va ser construït en 1794 pels enginyers Thomas Smith i Robert Stevenson (va ser aquest el primer far en el qual Stevenson va treballar oficialment).